# Engel von Monteverde

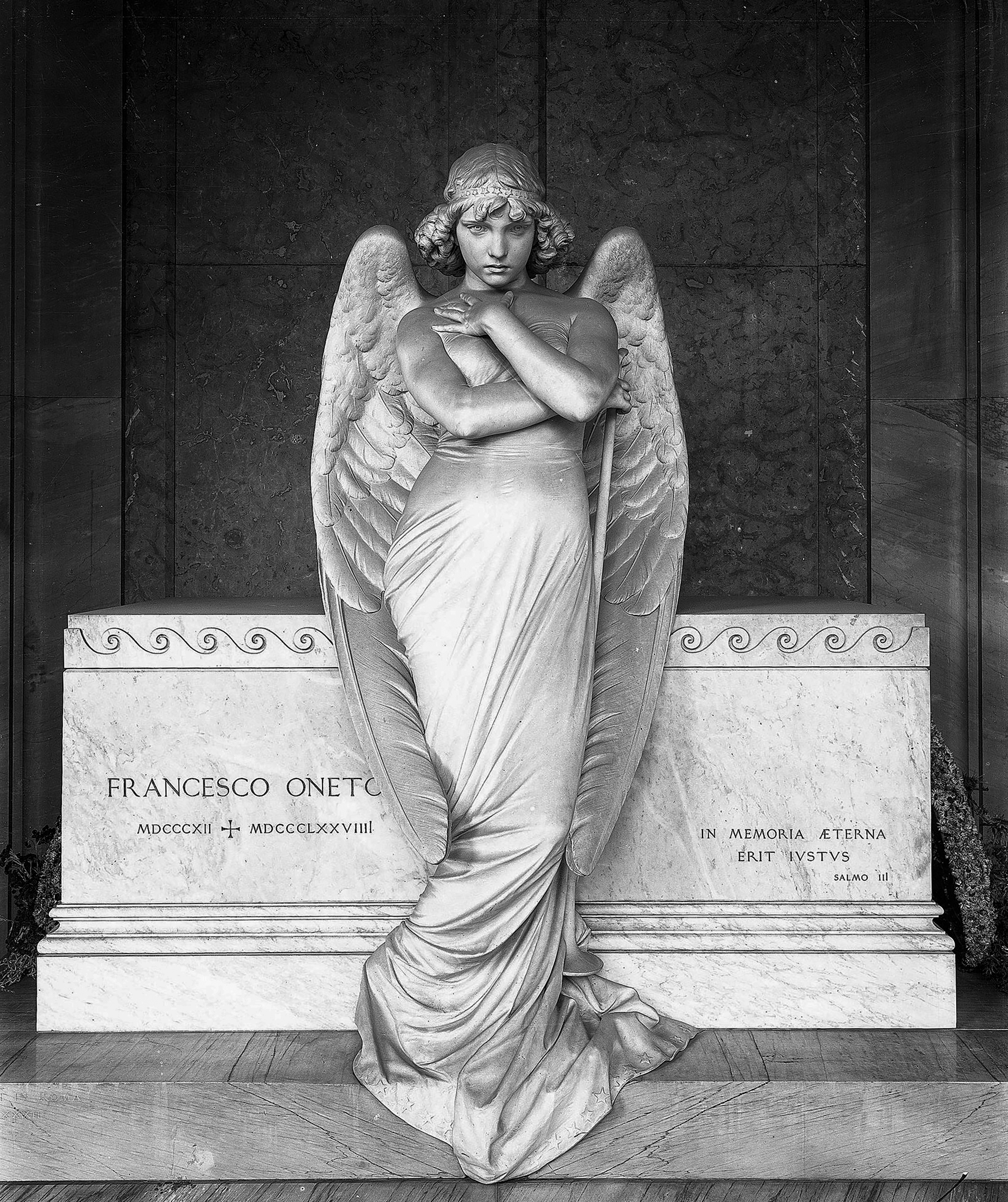
Der Engel von Monteverde

Der Engel von Monteverde (italienisch Angelo di Monteverde) – auch Engel der Auferstehung genannt – ist eine Engelsstatue, welche eines der bekanntesten monumentalen Gräber  (jenes der Familie Oneto) am Friedhof von Staglieno in Genua schmückt. Es handelt sich um eines der berühmtesten Werke des italienischen Bildhauers Giulio Monteverde, der die Statue mit dem monumentalen Grab 1882 am Höhepunkt seiner künstlerischen Reife schuf. Unter den Skulpturen, die Engel darstellen (eine große Anzahl davon schmücken die Gräber auf dem Friedhof von Genua) wird dieser Engel als einer der bedeutendsten dieses Genres bezeichnet.
Auftraggeber des Werkes war Francesco Oneto, ein wohlhabender Kaufmann und Präsident der Banca Generale, der auf diese Weise die Erinnerung an seine Familie erhalten wollte.
Von der Darstellung des Engels geht ein starker Ausdruck sinnlicher Emotivität aus, welche mit den damals üblichen bildhauerischen Schemen bricht: Obwohl er mit der rechten Hand das Horn des jüngsten Gerichts hält, machen seine Körperhaltung und sein unergründlicher Blick alles andere als einen tröstenden Eindruck, wie man es von einer Engelsfigur erwarten würde. Hingegen erscheint er entfernt und distanziert vom Ereignis, dessen stummer Zeuge er ist.
Die Einzigartigkeit des Meisterwerks Monteverdes (der schon 1868 in Staglieno das Monumento Pratolongo schuf und 1893 das Tomba Celle) hat in der Folge die Fantasie vieler Bildhauer  angeregt und entwickelte sich zu einem eigenen Stil. Viele Imitationen – auch vonseiten des Künstlers selbst – finden sich sowohl am Friedhof von Staglieno wie auch auf anderen Friedhöfen in Europa und Amerika. 